# Kuusisaari (ö i Södra Savolax, Nyslott, lat 61,91, long 29,03)
Kuusisaari är en ö i Finland. Den ligger i sjön Hiisjärvi och i kommunen Nyslott i  landskapet Södra Savolax, i den sydöstra delen av landet, 290 km nordost om huvudstaden Helsingfors. Öns area är 0,2 hektar och dess största längd är 110 meter i sydöst-nordvästlig riktning.